# Кинотеатр Сабайя
Кинотеатр Саба́йя (англ. Cinema Sabaya, ивр. סינמה סבאיא‎) — израильский фильм 2021 года, обладатель награды за лучший дебютный фильм на Иерусалимском фестивале. Фильм удостоился премии Офир 2022 года в номинации лучший полнометражный фильм и поэтому стал израильским кандидатом на премию «Оскар» за лучший международный фильм. Режиссёром картины выступила Орит Фокс Ротем, для неё полнометражный фильм был дебютом, хотя её короткометражные фильмы были давно известны и отмечены фестивальными наградами. В главных ролях снимались Дана Ивги, Амаль Маркус. Супруга президента страны Михаль Герцог принимала участниц фильма «Кинотеатр Сабайя» на специальном показе по случаю Женского дня. Фильм основан на реальных событиях в рамках социальной работы матери режиссёра Орит Фокс Ротем.

## Сюжет
Группа еврейских и арабских женщин, муниципальных служащих, живущих в Хадере и Треугольнике, приходят на семинар по видеосъемке, который ведет Рона, молодой режиссёр (Дана Ивги). Этот семинар даст им определённые льготы, они получат компенсацию за дополнительное образование. Рона учит группу женщин фотографировать и документировать свой мир. Фильм состоит из восьми частей, по количеству занятий семинара. Отношения женщин в ходе работы над видеоклипами меняются, они делятся секретами и интимными подробностями из своей жизни, между ними возникают дискуссии о независимости, отношениях мужчин и женщин, материнстве, сексуальной уязвимости, различии между поколениями и, конечно же, политической напряженности между еврейскими и арабскими женщинами.
Без этого курса они не оказались бы вместе в одном месте. Рона, как режиссёр, монтирует видео женщин в единый фильм, что вызывает дополнительный страх и этический конфликт, но оказывается, что итоговый фильм не содержит угрозы их секретам.

## Актёры
- Дана Ивги — Рона, ведущая семинара, кинорежиссёр, но вынуждена зарабатывать не на кино, а на курсах по съёмкам кино[7];
- Лиора Леви — одинокая женщина, живущая на яхте;
- Марлен Баджали — пожилая арабская женщина, которая раздаёт участницам непрошенные советы из своего жизненного опыта;
- Юлия Тагил — израильтянка русского происхождения, проживающая с дочерьми вместе с матерью после развода;
- Рути Ландау — библиотекарь, вторично замужем, не оправилась от травмы развода с жестоким мужем;
- Орит Самуэль — замужняя женщина, муж от неё отдалился из-за депрессии;
- Амаль Маркус — юрист и общественно-политический деятель, мечтавшая стать певицей;
- Асиль Фархат — молодая палестинская девушка, бросившая вызов консервативному образу жизни своего окружения;
- Джоанна Саид — мать шестерых детей, арабская женщина, которая хочет получить водительские права, ненавидит своего мужа.

## Награды и номинации
«Кинотеатр Сабайя» получил награду за лучший дебютный фильм на Иерусалимском фестивале и пять наград Офир (был номинирован на 12): лучший художественный фильм, лучший режиссёр Орит Ротем Фокс, лучшая женская роль второго плана— Джоанна Саид, сыгравшая мать шестерых детей. Премию Офир за лучший костюм получила Рэйчел Бен Дахан, за лучший кастинг —Эмануэль Мейер. Фильм получил премию Вейля Блоха за 2021 год. Награды вручила всемирно известная актриса Галь Гадот. Фильм номинирован на представление Израиля в категории «Лучший иностранный фильм».

## Отзывы
Арабское слово «сабайя» означает «женщины», но в начале фильма возникает путаница, и название семинара звучит, как «пленницы», что не случайно потому, что пришедшие на курс женщины являются пленницами в своей жизни, даже если кажется наоборот.
Фильм не лишён недостатков, так в фильме присутствуют стереотипные взгляды на арабских мужчин, как величайший источник насилия, даже на фоне насилия еврейских мужчин, несколько фольклорное наслаждение арабской музыкой:
Как будто роль арабских женщин состоит в том, чтобы «осчастливить», добавить красок и танцевать...
Фильм поднимает множество вопросов, в том числе и вопрос о том, что сила камеры и кинематографическая иллюзия могут быть опасными.